# Родольф Кадар
Родольф Кадар (фр. Rodolphe Cadart; нар. 8 серпня 1978) — колишній французький тенісист.
Найвищу одиночну позицію світового рейтингу — 187 місце досяг 11 жовтня 1999, парну — 221 місце — 16 лютого 2004 року.

## Титули на челленджерах

### Парний розряд: (1)
| Ранг | Рік  | Турнір           | Покриття | Партнер        | Суперники                    | Рахунок  |
| ---- | ---- | ---------------- | -------- | -------------- | ---------------------------- | -------- |
| 1.   | 2003 | Бенгалуру, Індія | Тверде   | Грегорі Карраз | Їв Аллегро Жан-Франсуа Башло | 6–4, 6–4 |